# ケィ・サイド
株式会社ケィ・サイドは東京都港区に存在していた芸能事務所。
設立は2004年。1964年に設立された白旗事務所のオーナーが引退したことにより社名を変更、赤坂レジデンシャルホテル内に事務所を開設した。
2023年7月に川端代表の逝去により閉所。

## 沿革
- 2004年白旗事務所の経営者交代で社名変更

## 主な所属俳優
- 剛たつひと
- 若松俊秀
- 塩崎こうせい
- 木村圭吾
- 西川可奈子
- 落丸紗矢
- 小田竜世
- 小林真弥
- 後藤圭吾
- 小林ともゆき
- 井田友和
- 大多和愛子
- 井上貴代
- 山副純子
- 渡辺陽子
- 加藤江莉
- 高橋伸吾

## 過去の所属俳優
※印は故人
- 木原光知子※
- 津村鷹志
- 佐野泰臣
- 藤邦有子
- 大木イチロー
- 奥村友美
- 泉ピン子
- 湯浅景介
- 乃木涼介
- 藤堂新二
- 隆大介 ※

## 関連会社
- メディア・ファクトリー